# Садарацький район
Садарацький район (азерб. Sədərək rayonu) — адміністративна одиниця у складі Нахічеванської Автономної Республіки Азербайджану. Адміністративний центр — місто Гейдарабад.

## Розташування
Садарацький район найзахідніша частина Азербайджану, яка межує:
- на півдні — з Ісламською Республікою Іран (3 кілометри через гору Дахна і по річці Араз);
- на південному заході — з Турецькою Республікою (24 кілометрів по річці Араз);
- на півночі та з заходу — з Вірменією (27 кілометрів по річці Араз);
- на сході з Шарурським районом.

## Історія
Статус району було отримано 28 серпня 1990 року, коли його було відокремлено від Шарурського району.
Під час вірмено-азербайджанського конфлікту на території району точилися активні бойові дії, збройні сили Вірменії 14 разів атакували Садарак, але взяти його так і не змогли. Гейдар Алієв називав це селище «Фортецею честі».
Внаслідок Карабахської війни село Кяркі перейшло під контроль Збройних сил Вірменії, оскільки через село проходить основна магістраль, що з'єднує Північну і Південну Вірменію. З тих пір село повністю заселено вірменами, що покинули Азербайджан. Хоча, відповідно до юрисдикції Азербайджану, село є ексклавом й досі входить до його складу (хоча фактично не контролює його з травня 1992 року), але усі вірменські та азербайджанські ексклави під час останньої війни перешли на сторону супротивника.
Через постійне військове напруження між Азербайджаном і Вірменією - на території району постійно перебувають військові частини Збройних сил Азербайджану.

## Географія
Садарацький район лежить біля підніжжя гір Малого Кавказу та в низовині довкола річки Араз тому рельєф району, в основному, вважається низинним.
Зі сходу і півночі район підпирають гірські хребти Уджубіз, Агдакан, Велідаг и Текгар. Зі сходу дві гори: Дахна (Dähnä Dağı) 1154 метри над рівнем моря і Валідаг (Välidağ) 1242 метри над рівнем моря. З півночі (на кордоні з Вірменією) два кавказькі хребти з вершинами: Тезкгар (Gora Tezhgar) 1438 метрів, Багарсук (Gora Bagarsuk) 1958 метрів.
Головною водоймою району є річка Араз, водами якої живляться більшість земель району. В районі протікають ще дві малі річки — Гарачай и Чапанчай, які підживлюються талими та дощовими водами струмків, що витікають із гір.
Клімат в Садарацькому районі сухий, континентальний. Літо буває спекотне, а зима холодна. За рік випадає 200–500 мм опадів (дощі, а у високогір'ї — сніг)
Район має багату флору і фауну. Рослинність, в основному, представлена напівпустельними видами. В Садарацькому районі можна зустріти: гірського козла, муфлона, вовка, лисицю, зайця, кабана та численні види польових гризунів, а птахів — куріпки, фазан та інші перелітні птахи.

## Населення
Все населення Садарацького району — азербайджанці. Після конфлікту вірменами, сюди переселилися біженці-азербайджанці з сусідньої країни. Значна частина мешканців району подалася (хто на постійно, а хто по-сезонно) на заробітки до Туреччини чи до Баку.
Адміністративний центр району селище Гейдарабад, куди перейшли всі адміністративні заклади району, після офіційного відкриття селища в жовтні 2010 року. До того часу центром району було його найбільше село — Сайдарак.
Станом на 1 січня 2014 року в районі проживало 15 300 жителів.
За даними 2007 року в районі проживало 12 500 мешканців, в 3 населених пунктах:
| # | Населені пункти     | Кількість жителів (2007) |
| - | ------------------- | ------------------------ |
| 1 | Садарак (село)      | 7013                     |
| 2 | Караагадж (село)    | 3749                     |
| 3 | Гейдарабад (селище) | 1771                     |
| 4 | Кярки (село)        | захоплено Вірменією      |
| 4 | Разом               | 12533                    |

## Економіка
Основу економіки району становить сільське господарство, а саме: рослинництво, скотарство, виноградарство та виноробство.
В 1980 році поблизу села Садарак було відрито джерела мінеральних вод, які мають лікувальне значення, і близькі, за складом, до мінеральної води «Істісу» і «Желєзноводськ».
В районі працює: 3 загальноосвітні школи, 4 позашкільні виховні заклади та 1 дошкільний виховний заклади, 1 музей, 5 бібліотек, 4 клубних закладів, 1 дитяча музична школа, центральна лікарня, 1 лікарська амбулаторія, 1 фельдшерсько-акушерський пункт, гігієно-епідеміологічний центр і інші організації.
Через район проходить автомагістраль M-7 Highway яка з'єднує через Міст надії Азербайджан, Іран із Туреччиною. А також територією району прокладена залізнична колія, яка сполучала Нахічевань із Єреваном (після війни — вона не діюча, і зрідка використовується для військових потреб).

## Історичні пам'ятники
В результаті проведених археологічних розкопок, на півдні Садарацького району виявлені стародавні поселення, що відносяться до IV–III тисячоліття до н. е. на півночі району, на лівому березі Араза виявлені залишки великого поселення, яке існувало в часи Середньовіччя.
На території району збереглися історичні пам'ятники: залишки фортеці Садарак, три середньовічні мечеті, руїни оборонних споруд, караван-сарай, святилище Агоглан, баня XIX–XX століть.